# Lucio Cesonio Ovinio Manlio Rufiniano Basso
Lucio Cesonio Ovinio Manlio Rufiniano Basso (in latino: Lucius Caesonius Ovinius Manlius Rufinianus Bassus; fl. 280-285) è stato un politico romano di età imperiale.

## Biografia
Secondo gli studiosi moderni, era figlio di Lucio Cesonio Lucillo Macro Rufiniano e nipote di Gaio Cesonio Macro Rufiniano; fu probabilmente il padre di Cesonio Basso, console nel 317.
La carriera di Rufiniano Basso è nota attraverso delle iscrizioni, tra cui AE 1964, 223 (ritrovata ad Aversa ma proveniente da Atella), CIL X, 1687 (ritrovata a Pozzuoli) e AE 1945, 21 (ritrovata a Roma, sotto la basilica di San Pietro).
Fu «sommo triumviro» e «seviro della classe Deducenda», candidato alla questura, candidato alla pretura, curator dell'amministrazione beneventana, sovrintendente del Tevere e delle cloache di Roma (carica che deve essere stata preceduta da un consolato suffetto non registrato), legato della provincia dell'Africa cartaginense e tre volte sovrintendente della colonia di Cartagine, proconsole della provincia dell'Africa, eletto dall'imperatore Probo a presidente giudice magno (tra il 276 e il 282, verosimilmente nel 280), giudice nei processi sacri (probabilmente nel 282/283), praefectus urbi, verosimilmente nel 285, infine console suffetto per la seconda volta (forse in concomitanza con la prefettura urbana del 285).
Ricoprì anche le cariche sacerdotali di salio, sommo sacerdote del Sole (non prima di Aureliano) e pontefice massimo.